# Július Sabo
Július Sabo (Detva, 21 gennaio 1983) è un pallavolista slovacco.